# 딘또안

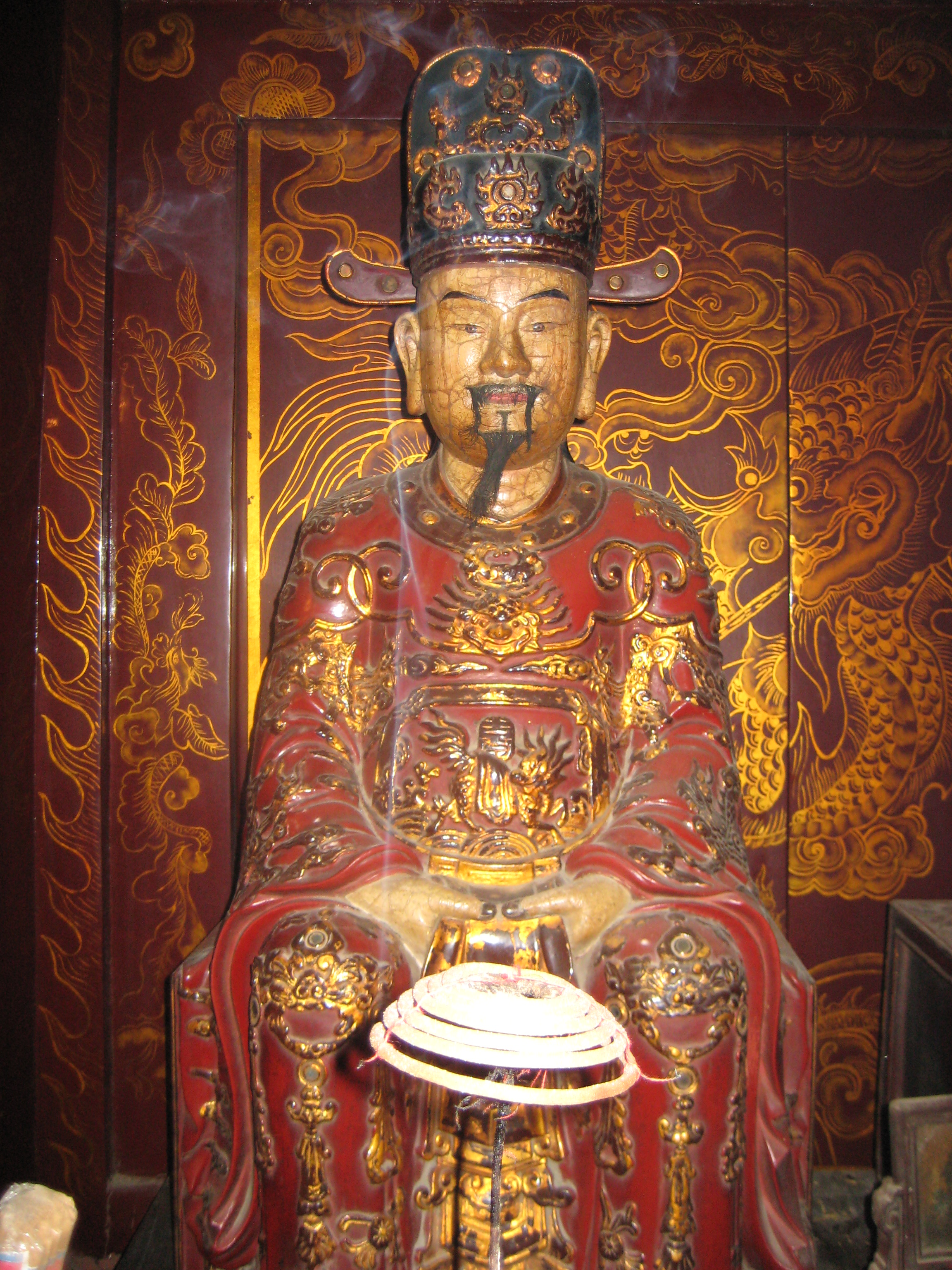

딘또안(Đinh Toàn, 974년 ~ 1001년)은 대구월 정조의 제2대 황제(재위: 979년 ~ 980년)이다. 딘페제(Đinh Phế Đế)라고도 불린다.

## 생애
딘보린의 둘째 아들로 태어났다. 978년에 위왕(衛王)에 봉해졌다.
979년 11월에 딘볼린이 궁중 변란으로 장자인 정련과 함께 환관인 도틱(Đỗ Thích)에게 살해되었다. 정조의 대신인 응우옌박(Nguyễn Bặc), 레호안 등은 정선을 황제로 옹립하였다. 레호안이 십도장군(十道將軍), 섭정, 부왕(副王)으로서 실권을 잡았고, 정선은 사실상 허수아비였다. 응우옌박, 딘디엔(Đinh Điền)이 레호안의 횡포에 분노하여 거병해 레호안을 공격했지만 진압되었다.
980년 7월에 송나라의 침공을 앞두고 레호안이 군중에서 추대받아 황제로 즉위하였고, 딘또안은 폐위되어 위왕(衛王)으로 봉해지니 이로써 정조가 멸망하였다.
1001년에 딘또안은 사망하였다.

## 기년
| 폐제        | 원년              | 2년        |
| ----------- | ----------------- | ---------- |
| 서력 (西曆) | 979년             | 980년      |
| 간지 (干支) | 기묘(己卯)        | 경진(庚辰) |
| 연호 (年號) | 타이빈(太平) 10년 | 11년       |